# Cotyle (vase)

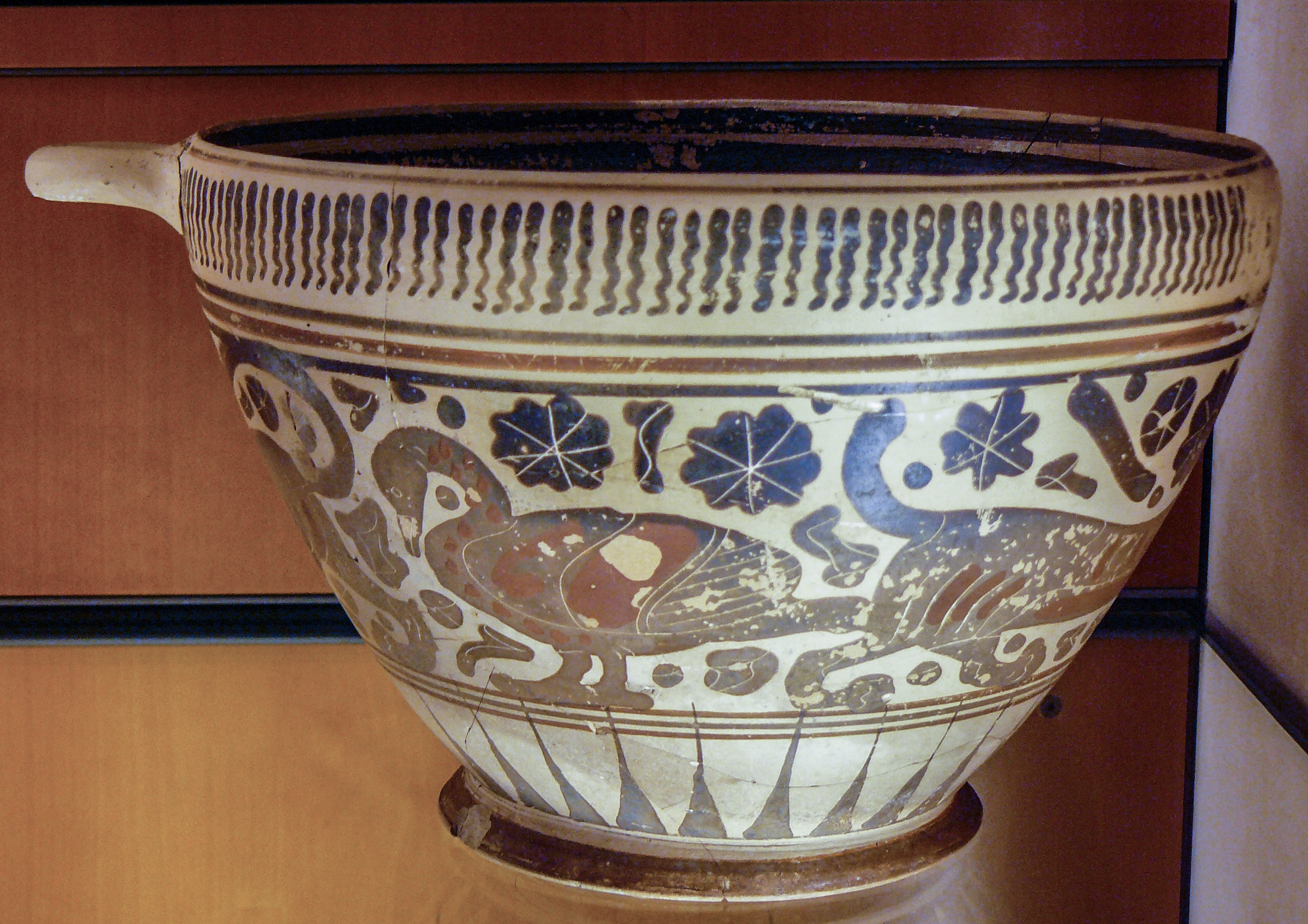
Un exemple de cotyle archaïque de style corinthien, attribué au "Peintre du Cotyle KP14" - Musée des Beaux-Arts de Lyon. Trouvé à Corinthe, fabriqué entre 600 et 575 avant J.-C.

Dans l'antiquité classique, le cotyle (grec ancien : κοτύλη) était une mesure de capacité pour les liquides ou les solides, présente à la fois dans le monde romain et dans le monde grec. Elle était aussi appelée hemina, τρυβλίον et ἡμίνα ou ἡμίμνα. Elle correspondait à la moitié du sextarius ou ξέστης et contenait l'équivalent de six kyathos ou cyate, pour une équivalence actuelle oscillant entre 0.21 et 0.33 litre.
Cette mesure était principalement utilisée pour mesurer en volume équivalent des poids donnés de fluides, par exemple l'huile d'olive. Certains récipients antiques de la capacité d'un cotyle étaient divisés en douze graduations égales par des lignes horizontales tracées sur leurs parois. Le récipient entier était appelé litra, et chacune de ses parties une once (uncia). Une litra destinée à la pesée de l'huile contenait par exemple neuf onces (en poids) d'huile, de sorte que le rapport entre le poids de l'huile et le nombre d'onces qu'elle occupait dans la mesure était de 9:12 ou 3:4.
Le cotyle est également le nom donné à un type de petit vase grec antique dont la forme ressemble largement à celle d'une petite coupe de type skyphos, la panse étant plus étroite qu'un canthare plus évasé.